# Kansas–Nebraska-törvény

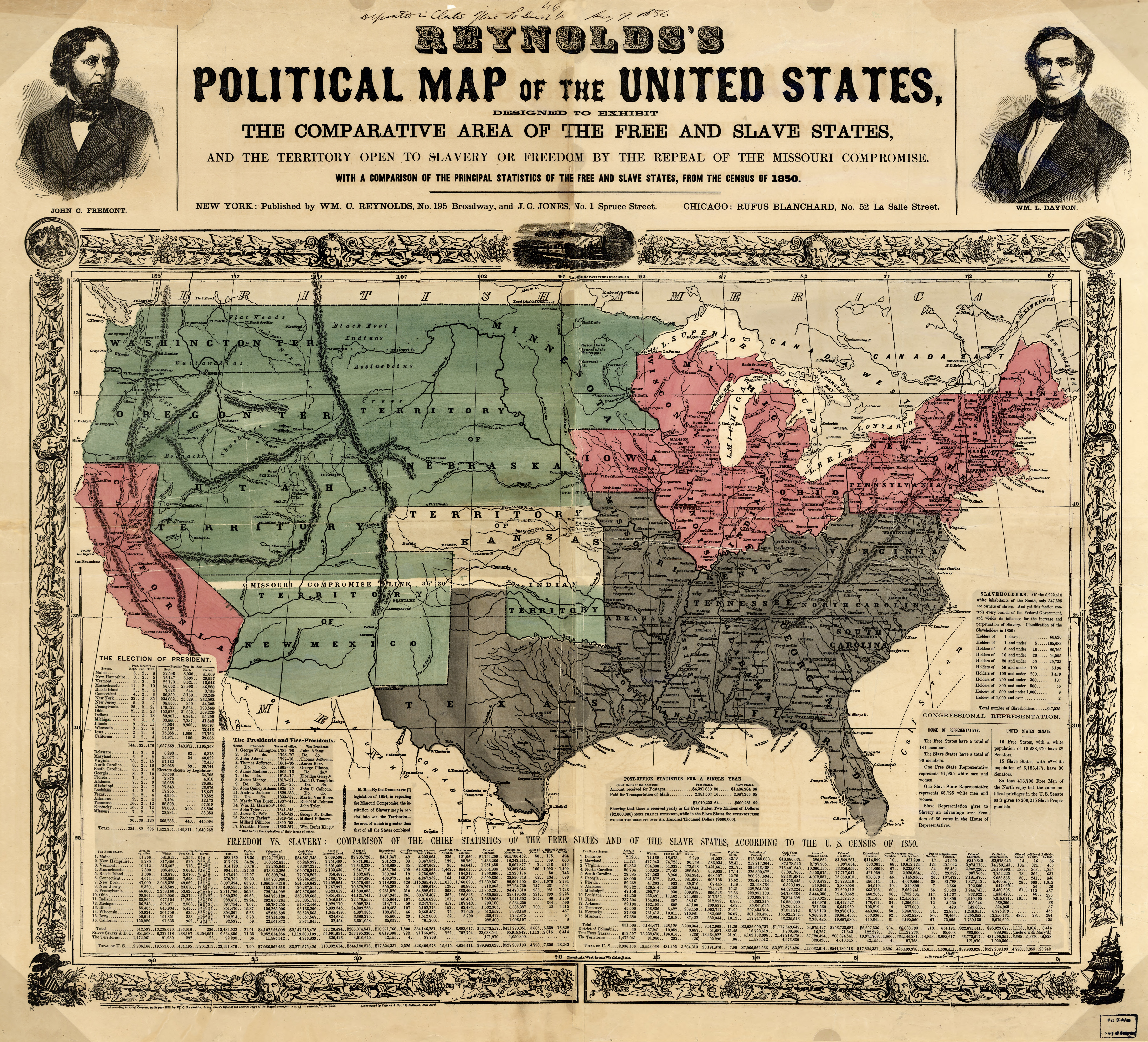
Ez az 1856-os térkép a rabszolgatartó (szürke) és nem tartó államokat (piros) illetve amerikai területeket (zöld) mutatja, Kansasszel a közepén (fehér).

Az 1854-es Kansas–Nebraska-törvény (angol: Kansas-Nebraska Act) megteremtette Kansas és Nebraska területet, új földeket nyitott meg és hatályon kívül helyezte az 1820-as Missouri-kompromisszumot, megengedve a telepeseknek, hogy eldöntsék, engedélyezik-e vagy sem a rabszolgaságot ezeken a területeken. A törvény eredeti célja egy Középkeleti transzkontinentális vasút lehetőségeinek a megteremtése volt. Ez nem jelentett problémát addig, amíg a népfelséget nem írták bele a javaslatba. A törvényt Stephen A. Douglas Illinois állambeli demokrata szenátor alkotta. A Kansas–Nebraska törvény kimondta, hogy a telepesek dönthetik el maguknak, hogy engedélyezik-e a rabszolgaságot, a népszuverenitásra alapozva. Douglas remélte hogy ez enyhítené az Észak és Dél közti feszültséget, mert Dél ki tudná terjeszteni a rabszolgaságot új területekre, míg Északnak továbbra is megvolt a joga annak eltörlésére saját államaikban. Douglas azonban tévedett, a törvényt ellenfelei a rabszolgatartó Délnek való engedménynek tekintették. Az új Republikánus Párt melyet a törvénnyel szemben alapítottak, a rabszolgaság terjedésének megállítását célozta és hamarosan az Észak domináns erejévé nőtte ki magát.

## Okok és hatások

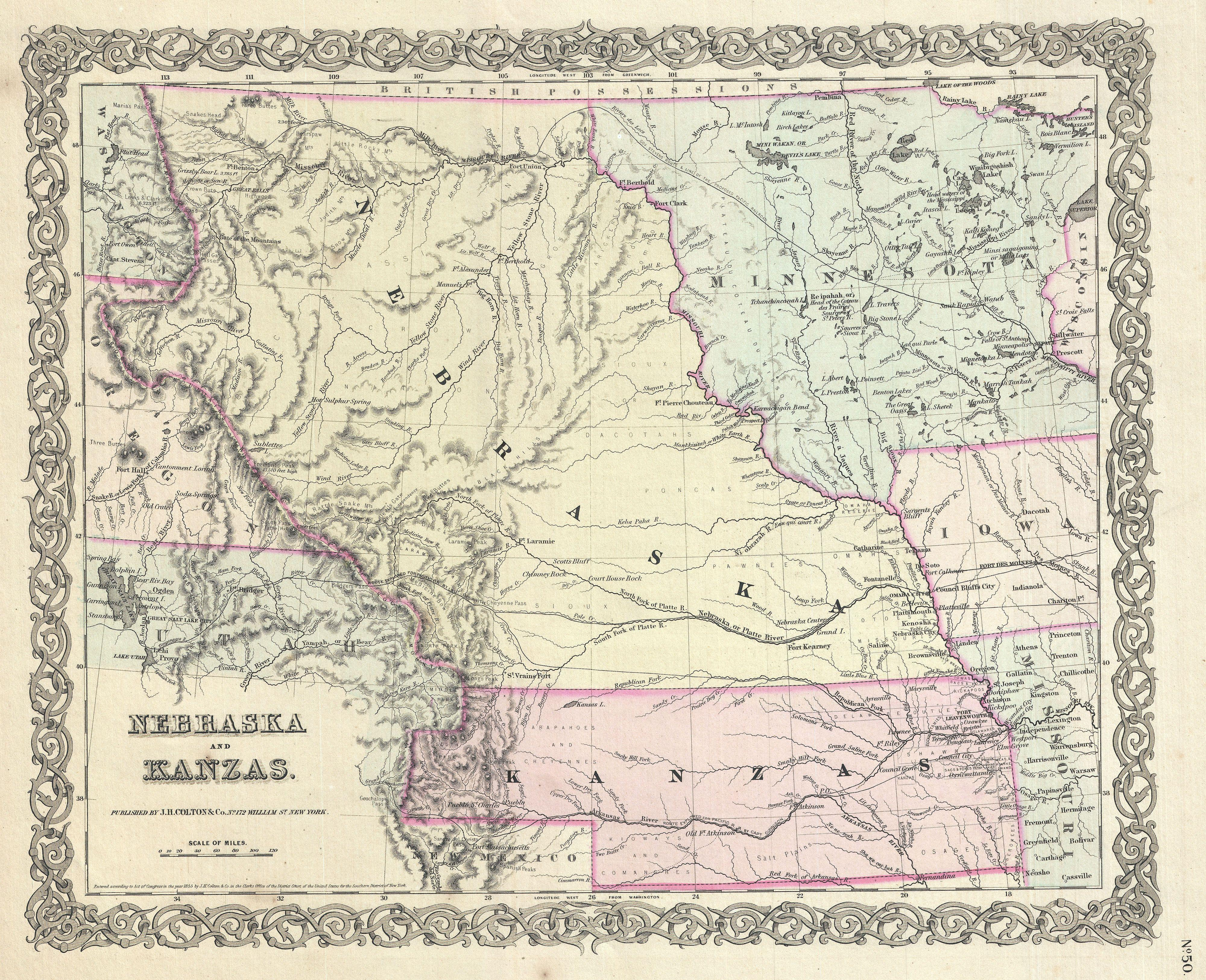
A Nebraska és Kansas területek térképe (1855)

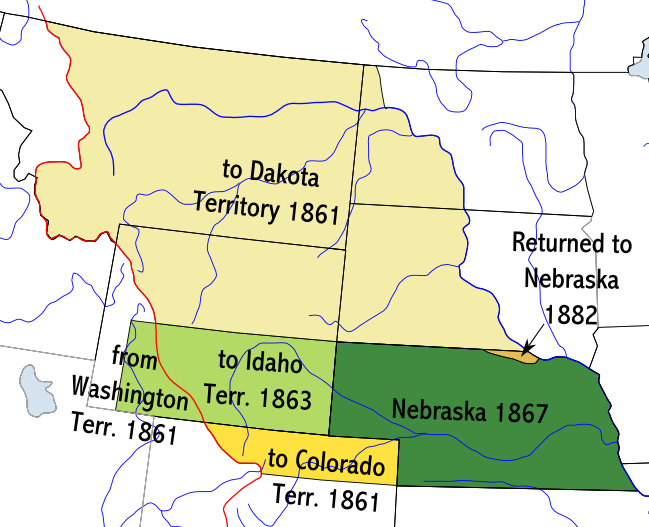
A Nebraska terület későbbi felosztása

A törvényjavaslatot Stephen A. Douglas azzal a céllal készítette, hogy a területek rabszolgatartásáról szóló vitát a Kongresszusból a területekhez utalja (a népszuverenitás elve alapján). A törvényjavaslat alapján a rabszolgaság elterjedhetne a nyugati területeken és így a déliek és a rabszolgaságpárti északiak támogatták. Douglas Kansas-Nebraska törvényjavaslatát a delet támogató Iowai szenátor, Augustus Caesar Dodge nyújtotta be a Kongresszusnak 1853. december 14-én. A Szenátus 1854. március 4-én fogadta el, a Képviselőházba Douglas „embere”, a szintén dél-szimpatizáns illinois-i képviselő, William A. Richardson felügyeletével került négy nappal később. A Képviselőház a javaslat egy módosított változatát fogadta el május 22-én, amit a Szenátus május 26-án elfogadott. A delet támogató elnök, Franklin Pierce a törvényjavaslatot május 30-án írta alá, ezzel törvényi erőre emelve. A törvény nagy visszhangot kavart mind Északon, mind Délen, a legtöbb északi elborzadt a rabszolgaság küszöbönálló terjedésétől, míg a déliek védték a rabszolgaságot és a jogukat, hogy a „tulajdonukat” bárhova magukkal vigyék. A rabszolgaság körüli vita elcsendesítése helyett Douglas törvényjavaslata felbőszítette és a polgárháború útjára indította az országot.
A törvény az államokat Kansas területre, a 40. szélességi körtől délre, és Nebraska területre a szélességi körtől északra. A legvitatottabb rendelkezés az volt, hogy mindkét terület külön eldönthette, hogy engedélyezi-e a rabszolgaságot a határain belül. Ez az új törvény eltörölte a missouri kompromisszum azon rendelkezését, amely megtiltotta a rabszolgaságot a 36°30' szélességi foktól északra. Kansas és Nebraska a vonaltól északra voltak, és a lakosságuknak meg lett engedve, hogy szavazással döntsenek a rabszolgaságról.

## Lincoln–Douglas vita
A törvény megalkotója, Stephen A. Douglas és az ekkor magánember Abraham Lincoln a törvény körüli egyet nem értésüket három nyilvános beszédben fejtették ki 1854 szeptemberében és októberében. A legkidolgozottabb érveket a törvény ellen Lincoln az Illinois-i Peoriában október 16-án a Peoria beszédben fejtette. Ő és Douglas is nagy közönség előtt mondott beszédet, először Douglas, majd Lincoln két órával később válaszul. Lincoln háromórás beszéde, mely átiratát maga Lincoln készítette el, részletes morális, jogi és gazdasági érveket sorakoztatott fel a rabszolgaság ellen és megalapozta Lincoln politikai jövőjét.

## Ellenségeskedések
A rabszolgaságot támogató telepesek mentek Kansasba, főként a szomszédos Missouriból. A területi választásokon kifejtett hatásukat gyakran növelték azon Missouri-lakosok, akik kizárólag a szavazások miatt mentek át Kansasba. Őket Horace Greeley kifejezésével border ruffiannek nevezték (magyarul határ csibészek) az ellenfeleik, és olyan csoportokat alkottak, mint a Blue Lodges. Az abolicionista telepesek azzal a kifejezett céllal költöztek át keletről, hogy Kansast rabszolgatartást tiltó államé tegyék. A két oldal közti összetűzés elkerülhetetlen volt.
Az egymást követő területi kormányzók, akik általában szimpatizáltak a rabszolgasággal, sikertelenül próbálták a békét fenntartani. A területi főváros, Lecompton annyira ellenséges környezet lett a rabszolgaság ellenzőinek, hogy felállították a saját nem hivatalos törvényhozásukat Topekában.
John Brown és fiai hírhedtté váltak a rabszolgaság elleni harcban öt rabszolgaságot támogató farmer pallossal való brutális meggyilkolásában a pottawatomie-i mészárlásban. Brown szintén segített megvédeni pár tucat rabszolgaság-ellenességet támogatót több száz mérges rabszolgaságot támogatótól Osawatomie városában.
A két frakció közti ellenségeskedések egy alacsony intenzitású polgárháború szintjére emelkedtek, ami nagyon megalázó volt Pierce elnök számára, különösen, hogy a születő Republikánus Párt előnyt kívánt kovácsolni a Bleeding Kansas (vérző Kansas) botrányból. A választási csalások és a szavazók megfélemlítése a rabszolgaságot támogató telepesek által sem tudta megállítani a rabszolgaság-ellenes telepesek beáramlását, akik végül megnyerték a demográfiai versenyt az állam benépesítésére.

## Alkotmány
A kansasi, rabszolgaságot támogató területi törvényhozás javasolt egy referendummal elfogadandó alkotmányt. Az alkotmánynak két különböző formája volt, egyike sem tette a rabszolgaságot illegálissá. A rabszolgaságot nem támogató telepesek bojkottálták a törvényhozás referendumát és megszervezték a sajátjukat, melyen egy rabszolgatartást tiltó alkotmányt fogadtak el. Az egymással versengő szavazások eredményeit megküldte Washingtonba a területi kormányzó.
James Buchanan elnök megküldte a Lecompton alkotmányt (mely engedélyezte a rabszolgatartást, de megtiltotta az új rabszolgák behozatalát) a Kongresszusnak elfogadásra. A Szenátus jóváhagyta Kansas felvételét államként a Lecompton alkotmány alatt, Douglas szenátor tiltakozása ellenére, aki szerint nem volt tisztességes a szavazás, mert nem kínálták fel a rabszolgatartás betiltását a szavazáson alternatívaként. A határozatot ezután a Képviselők háza blokkolta, ahol az északi képviselők nem voltak hajlandók Kansast rabszolgatartó államként fölvenni. James Hammond Dél-Karolina állambeli szenátor úgy jellemezte a határozatot és Kansas állam kizárását, hogy „Ha Kansas ki van zárva a szövetségből mint rabszolgatartó állam, maradhat bármely Déli állam benne tisztességgel?”".

## Eredmények
A Kansas-Nebraska Act megosztotta a nemzetet és a polgárháború felé irányította. A törvény gyakorlatilag megsemmisítette az 1820-as Missouri kompromisszumot és az 1850-es kompromisszumot is. A kavalkád megosztotta a Demokrata és a Know Nothing pártokat és terepet nyújtott a Republikánus Párt felemelkedésének amellyel két nagy pártra osztotta az Egyesült Államokat - Észak (Republikánus) és Dél (Demokrata).
Végül egy új rabszolgatartás-ellenes alkotmányt alkottak. 1861. január 29-én Kansast befogadták az Unióba rabszolgatartást tiltó államként. Nebraska államot a Polgárháború után vették fel az Unióba 1867-ben.

## Fordítás
- Ez a szócikk részben vagy egészben a Kansas-Nebraska Act című angol Wikipédia-szócikk ezen változatának fordításán alapul.  Az eredeti cikk szerkesztőit annak laptörténete sorolja fel. Ez a jelzés csupán a megfogalmazás eredetét és a szerzői jogokat jelzi, nem szolgál a cikkben szereplő információk forrásmegjelöléseként.

## Külső hivatkozások
- Egy megjegyzésekkel ellátott bibliográfia Archiválva 2008. december 20-i dátummal a Wayback Machine-ben
- A Kansas-Nebraska Act és kapcsolódó anyagok a Kongresszusi Könyvtárban
- A törvény szövege